# Mini Tour
De Mini Tour was een korte tournee van de Britse muzikant David Bowie, die in 2000 in Noord-Amerika en Europa gehouden werd. De tournee bestond uit shows in New York, alsmede een optreden op het Glastonbury Festival, dat werd uitgebracht op het album Glastonbury 2000 uit 2018, en een concert voor de BBC, dat in september 2000 werd uitgebracht op Bowie at the Beeb. Het wordt ook gezien als onderdeel van de Hours Tour.

## Personeel
- David Bowie: zang, akoestische gitaar, mondharmonica
- Earl Slick: leadgitaar
- Mark Plati: slaggitaar, akoestische gitaar, basgitaar, achtergrondzang
- Gail Ann Dorsey: basgitaar, slaggitaar, klarinet, zang
- Sterling Campbell: drums, percussie
- Mike Garson: keyboards, piano
- Holly Palmer: percussie, achtergrondzang
- Emm Gryner: keyboards, klarinet, achtergrondzang

## Tourdata
| Datum         | Stad          | Land             | Locatie              |
| Noord-Amerika | Noord-Amerika | Noord-Amerika    | Noord-Amerika        |
| ------------- | ------------- | ---------------- | -------------------- |
| 16 juni 2000  | New York      | Verenigde Staten | Roseland Ballroom    |
| 19 juni 2000  | New York      | Verenigde Staten | Roseland Ballroom    |
| Europa        |               |                  |                      |
| 25 juni 2000  | Pilton        | Engeland         | Glastonbury Festival |
| 27 juni 2000  | Londen        | Engeland         | BBC Radio Theatre    |

## Gespeelde nummers
Van The Man Who Sold the World (1970)
- "The Man Who Sold the World"

Van Hunky Dory (1971)
- "Changes"
- "Life on Mars?"

Van The Rise and Fall of Ziggy Stardust and the Spiders from Mars (1972)
- "Starman"
- "Ziggy Stardust"

Van Aladdin Sane (1973)
- "Cracked Actor"
- "The Jean Genie"

Van Diamond Dogs (1974)
- "Rebel Rebel"

Van Young Americans
- "Fame"

Van Station to Station (1976)
- "Station to Station"
- "Golden Years"
- "Stay"
- "Wild Is the Wind" (oorspronkelijk van Johnny Mathis)

Van Low (1977)
- "Always Crashing in the Same Car"

Van "Heroes" (1977)
- "Heroes"

Van Scary Monsters (and Super Creeps) (1980)
- "Ashes to Ashes"

Van Let's Dance (1983)
- "China Girl" (oorspronkelijk van Iggy Pop)
- "Let's Dance"

Van 1. Outside (1995)
- "Hallo Spaceboy"

Van Earthling (1997)
- "Little Wonder"
- "I'm Afraid of Americans"

Van 'hours...' (1999)
- "Thursday's Child"
- "Survive"
- "Seven"
- "The Pretty Things Are Going to Hell"

Overige nummers
- "Absolute Beginners" (van Absolute Beginners soundtrack)
- "All the Young Dudes" (oorspronkelijk van Mott the Hoople)
- "I Dig Everything" (non-album single van Bowie uit 1966)
- "Love Me Do" (oorspronkelijk van The Beatles, als onderdeel van een medley met "The Jean Genie")
- "The London Boys" (B-kant van de single "Rubber Band" uit 1966)
- "This Is Not America" (duet van Bowie met Pat Metheny Group uit 1985)
- "Under Pressure" (duet van Bowie met Queen uit 1981)